# ماهرن
ماهرن (به هلندی: Maren) یک منطقهٔ مسکونی در هلند است که در اوس (هلند) واقع شده‌است. ماهرن ۱٫۴ کیلومتر مربع مساحت و ۲۳۰ نفر جمعیت دارد.